# Machine Head
Machine Head es una banda estadounidense de groove metal formada el 12 de octubre de 1991 en Oakland, Estado de California por Robb Flynn y Adam Duce. Se han producido 5 cambios de integrantes desde su creación y la formación oficial actual de la banda consta de Robb Flynn (voz, guitarra) Jared MacEachern (bajo, segunda voz), Waclaw "Vogg" Kieltyka (Guitarra) y Matt Alston (Batería) . Machine Head es una de las bandas pioneras en la New Wave Of American Metal y una de las más famosas del subgénero groove metal.
El vocalista Robb Flynn, que anteriormente formaba parte de las bandas Forbidden y Vio-lence, se sentía insatisfecho musicalmente y solicitó el inicio de un proyecto paralelo. Cuando su petición fue denegada, él dejó la banda y formó Machine Head en 1991 con Adam Duce, Logan Mader y Tony Constanza. Aunque el primer álbum de la banda, Burn My Eyes, fue un gran éxito tanto en Europa como en los Estados Unidos, Machine Head alcanzaría el éxito con sus álbumes posteriores.
La banda estuvo a punto de disolverse en 2002, tras negociar la finalización de su contrato con la discográfica Roadrunner Records. Posteriormente vuelven a firmar con la discográfica e incorporan a Phil Demmel como Guitarrista. Publicaron tres álbumes desde 2003, Through the Ashes of Empires, The Blackening en 2007 (que le valió su primera nominación a los premios Grammy por mejor interpretación de Metal) y Unto the Locust en 2011, en ese mismo año el bajista Adam Duce sale de la banda y en 2013 se anuncia la incorporación de Jared MacEachern como nuevo bajista y segunda voz, actualmente está a tiempo completo. En 2014 firman con Nuclear Blast y lanzan dos álbumes posteriores, los cuales fueron Bloodstone & Diamonds en 2014 y Catharsis en 2018, en ese mismo año el guitarrista Phil Demmel y el baterista Dave McClain abandonan el grupo por diferencias creativas con Robb. En 2019 se anuncia la incorporación de Vogg como guitarrista y Matt Alston como baterista, ambos grabarían junto con la banda un disco que publicarían en 2021 bajo el nombre de Arrows In The World From The Sky convirtiéndose además en el primer El de la banda. En este 2022 Machine Head saca su más reciente álbum de nombre Of Kingdom And Crown, el primer álbum después de 4 años sin sacar material de estudio, sin contar los sencillos sacados desde el 2019.
Machine Head han vendido más de 3,000,000 de álbumes en todo el mundo desde su álbum debut en 1994.

## Historia

### Formación yBurn My Eyes(1991 - 1995)
Machine Head se formó el 12 de octubre de 1991 en Oakland, California, por el vocalista y guitarrista Robert Flynn y el bajista Adam Duce. Flynn se había separado recientemente del grupo Vio-Lence tras una pelea física entre sus miembros y los de una banda local. Todavía tenía el deseo de escribir la música y junto con Duce incorporaron al guitarrista Logan Mader y al batería Tony Constanza (2 de julio de 1968-4 de agosto de 2020) para formar Machine Head. El nombre del grupo fue idea de Flynn y lo escogieron porque "sonaba bien", a pesar de la creencia popular de que lo lleva en honor al álbum de Deep Purple con el mismo nombre. La banda comenzó a componer canciones en un almacén local compartido con varias bandas de punk rock. Tras grabar un demo con los temas que habían compuesto, un miembro de Roadrunner Records lo escuchó y les ofreció un contrato discográfico.
La banda entró a los estudios Fantasy en Berkeley, California, para grabar su álbum debut Burn My Eyes. Sin mucho tiempo en la producción, Constanza deja la banda y fue reemplazado por Chris Kontos. La mayoría de las canciones fueron escritas por Flynn y Duce. Producido por Colin Richardson, el álbum fue lanzado el 9 de agosto de 1994 y vendió más de 400.000 copias en todo el mundo, convirtiéndose en el álbum debut más vendido de Roadrunner Records. Tras la publicación del álbum, Machine Head comenzó una gira por todo el mundo para promocionar el álbum, siendo teloneros de Slayer en Europa en la segunda mitad de 1994 y teniendo también algunos conciertos como cabeza de cartel. Después del éxito de la gira, la banda regresó a Europa a principios de 1995, actuando en los mismos donde telonearon a Slayer. La banda volvería para los festivales veraniegos, pero Kontos se negó a ir y fue sustituido por Dave McClain.

### The More Things Change...yThe Burning Red(1997—2000)
Después de ir de gira de Burn My Eyes, Machine Head entró al estudio para grabar su segundo álbum de estudio, The More Things Change..., con Richardson produciendo y mezclando por segunda vez. El álbum fue lanzado el 25 de marzo de 1997, y debutó en el puesto 138 en la lista estadounidense de álbumes Billboard 200. Machine Head participó en la gira Ozzfest en la primera parte de la promoción de su nuevo álbum. Un día Logan Mader llegó a una prueba de sonido, tras haber consumido metanfetamina, maldiciendo e insultando a los miembros de la banda. Ese mismo día dejó la banda y su sustituto sería Ahrue Luster, que fue quien terminaría la gira.
Después de tres años de gira y trabajando con el productor Ross Robinson, Machine Head lanzó su tercer álbum de estudio, The Burning Red, el 10 de agosto de 1999. La banda incorporó nuevos elementos a su música, incluyendo voces rapeadas, un movimiento que algunos creen que ha sido influenciado por Ahrue Luster. La publicación de este álbum, el cambio en la imagen y la nueva orientación musical de la banda hacia el nu metal y el metal alternativo levantó cierta polémica. Críticos y aficionados por igual con acusaron a la banda de "venderse a lo comercial". Sin embargo, Dave McClain afirmó que no estaban tratando de sonar como las bandas populares, sino que "querían sonar diferente". The Burning Red se convirtió en el álbum más vendido de Machine Head durante los años siguientes, debutando en el puesto 88 del Billboard 200. El álbum conquistó los corazones de muchos fanes nuevos con éxitos como "The Blood, The Sweat, The Tears" y "From This Day".

### Supercharger(2001—2002)
Machine Head terminó la gira del álbum The Burning Red, y entró en el estudio con el productor Johnny K para grabar Supercharger. Debutando en el puesto 115 del Billboard 200, el álbum fue lanzado el 2 de octubre de 2001. Este disco recibió las mismas críticas que su predecesor, especialmente por las voces rapeadas siempre presentes. Borivoj Krgin, crítico de Blabbermouth.net, indicó que Supercharger "es probable que decepcione a todos los que están esperando que el cuarteto del Bay Area volviese a los sonidos ultra cargados de testosterona de sus dos primeros discos".

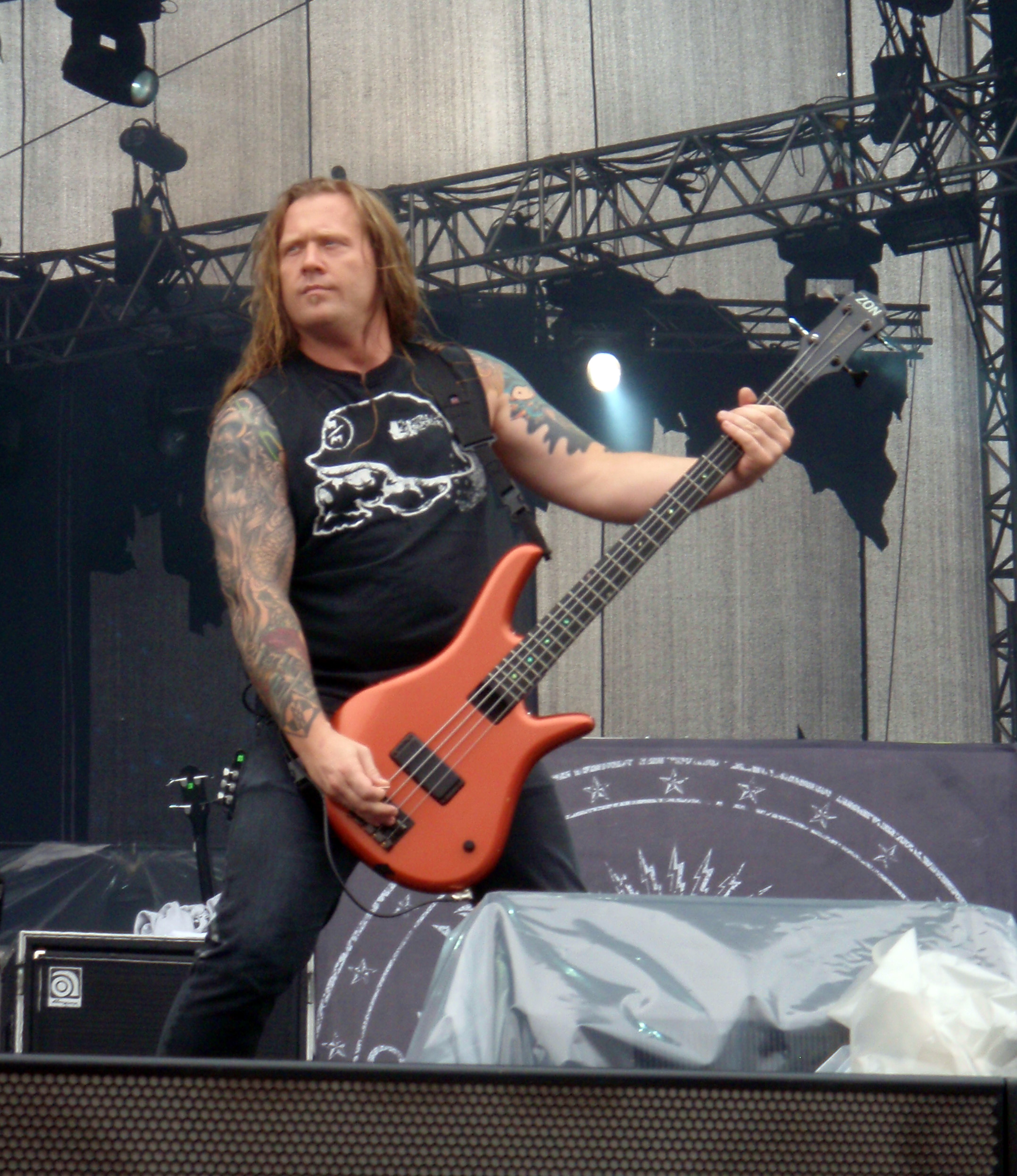
El bajista Adam Duce tocando en el Sonisphere Festival 2009 en Finlandia.

Machine Head lanzó como sencillo "Crashing Around You", así como un videoclip. El vídeo fue publicado unas semanas después, el día 11 de septiembre de 2001, y fue prohibido de MTV por las representaciones de los edificios caídos de los Atentados del 11 de septiembre de 2001. Roadrunner Records, con la esperanza de obtener un beneficio justo de la promoción del disco, redujo la financiación de la banda, haciendo que Machine Head dejase la discográfica. Al mismo tiempo que la banda salía de Roadrunner, Ahrue Luster salió de la banda por diferencias musicales con el resto de miembros.
En 2002, Machine Head había vendido más de 1.3 millones de álbumes en todo el mundo, de los cuales 250.000 habían sido de Supercharger. Una vez que la gira del álbum fue completada, Machine Head y Roadrunner Records decidieron romper relaciones con respecto a la distribución mundial: Sin embargo, la banda lanzó Hellalive (también mezclado por Colin Richardson), un álbum en directo grabado en el Brixton Academy de Londres. En 2002 llega a la banda Phil Demmel, exmiembro de la banda de thrash Vio-lence, junto a Robb Flynn. Demmel tocó en varios festivales con Machine Head (incluido en With Full Force Festival en Alemania como cabezas de cartel). Pero Phil no pudo comprometerse con la banda, por lo que él y Machine Head se separaron. El resto de la banda empezó a escribir canciones para el próximo álbum (con el tiempo Through The Ashes Of Empires), y con la esperanza de lograr la firma de un sello discográfico. Grabaron una demo de cuatro canciones, incluyendo una canción llamada "Pins and Needles". Pero casi todas las discográficas rechazaron la demo.

### Through the Ashes of Empires (2003—2006)
Después de la gira europea de Machine Head, la banda comenzó a escribir juntos como banda formada solo por tres miembros, dejando una vacante para Demmel. En marzo de 2003, Demmel se unió a Machine Head como guitarrista a tiempo completo y comenzó a escribir con la banda. En junio de 2003, Machine Head entró en un estudio con Robb Flynn como productor del disco. El 16 de diciembre de 2003, Machine Head lanzó Through the Ashes of Empires en Europa, y el 20 de abril, en Estados Unidos.
La banda fue rechazada por varios sellos discográficos en los Estados Unidos, hasta que Roadrunner interesado en el nuevo álbum, ofreció a Machine Head un nuevo contrato de grabación. El grupo aceptó el ofrecimiento por considerar que la banda posee el 100% de la música. El 20 de abril de 2004, Through the Ashes of Empires fue lanzado en los Estados Unidos con una pista adicional para compensar la larga espera de los americanos por el lanzamiento del álbum. Este disco debutó en el puesto 88 del Billboard 200. La banda lanzó como sencillo "Imperium", cuyo el vídeo recibió gran rotación en MTV. Eduardo Rivadavia de Allmusic indicó que Through the Ashes of Empires "marcó un retorno sus orígenes, sin lugar a dudas".
Machine Head lideró el escenario True Metal en el festival de 2005 Wacken Open Air ante 40.000 aficionados (su mayor público como cabeza de cartel). La banda lanzó un DVD que contiene un concierto completo en el Brixton Academy en diciembre de 2004, un documental, y vídeos musicales. El DVD debutó en el puesto 13 en las listas de Estados Unidos de videos musicales. También tocaron en Dubái en el anual de Dubái Desert Rock Festival en 2005. Este fue su primer show en el Medio Oriente. El 9 de diciembre de 2011 Through the Ashes of Empires recibió la certificación de plata en el Reino Unido por el BPI.
En abril de 2006, la página web oficial de Machine Head anunció que el grupo estaba trabajando en la grabación de una versión de la canción de Metallica "Battery". El motivo es que la revista Kerrang! estaba preparando el lanzamiento de un álbum homenaje al vigésimo aniversario del lanzamiento del disco "Master of Puppets" en el que cuentan con la colaboración de Trivium (interpretando "Master of Puppets"), Mendeed ("The thing that should not be"), Bullet for My Valentine ("Welcome Home (Sanitarium)"), Chimaira ("Disposable Heroes"), Fightstar ("Leper Messiah"), Mastodon ("Orion") y Funeral for a Friend ("Damage, Inc."). Machine Head aceptó el ofrecimiento indicando que ellos siempre han admirado profundamente a Metallica. De hecho, todavía hoy, siendo un grupo consagrado como son, siguen tocando versiones suyas en algunos conciertos.

### The Blackening (2007—2010)

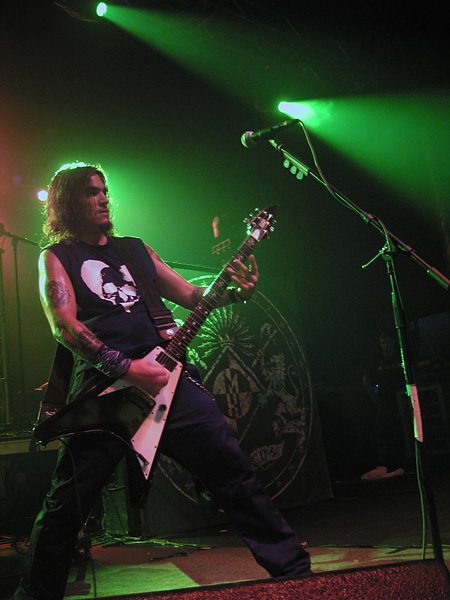
Robb Flynn tocando en Milwaukee, Wisconsin.

El sexto álbum de estudio de Machine Head, titulado The Blackening, fue lanzado en Norteamérica el 27 de marzo de 2007. Tuvo una gran recepción, entrando en el Billboard 200 en el número 53, la posición más alta de la banda en ese momento, con unas ventas la primera semana de 15.000 copias. También llegó al top 20 en varios países europeos como Alemania, Reino Unido o Suecia. Robb Flynn, dijo en una entrevista que los miembros del grupo son fanáticos de Rush y recibió una gran influencia de su álbum A Farewell to Kings, durante la creación de The Blackening. El álbum recibió críticas muy positivas de los críticos musicales, siendo considerado por muchos el mejor álbum de metal de 2007. El crítico de Blabbermouth.net Don Kaye lo calificó con un 9,5 sobre 10, diciendo que es "uno de los más puros, finos y más poderosas expresiones de heavy metal moderno jamás publicados" y lo comparó con el álbum Master of Puppets de Metallica.
Machine Head realizó una gira como cabezas de cartel por Norteamérica con Lamb Of God, Trivium y Gojira a principios de 2007 para promocionar The Blackening, y telonearon a Megadeth y Heaven & Hell en abril de 2007. Tras ello, una gira europea que llevó a la banda a hacer una aparición en el Download Festival de Donington Park. Poco después, la banda anunció una gira por de Japón, Europa y Australia, llamada "The Black Crusade" de octubre a diciembre de ese año. Las otras bandas en el proyecto eran Trivium, Arch Enemy, DragonForce (sólo para Europa) y Shadows Fall (sólo para Europa). El 12 de junio de 2007, en los premios Metal Hammer, la banda ganó el premio al "Mejor Álbum", y Flynn ganó el "Golden God". Machine Head también ganó "álbum del Año" en la ceremonia anual de la revista Kerrang. La banda sustituye Bullet For My Valentine teloneando en el concierto de Metallica en el estadio de Wembley el domingo 8 de julio de 2007, debido a unos problemas de garganta del vocalista de Bullet For My Valentine Matt Tuck. Machine Head también gira por Norteamérica con Hellyeah, Nonpoint y Bury Your Dead a principios de 2008. Finalmente, el grupo concluye la gira mundial tocando en Bangalore, India, Israel, Dubái y Emiratos Árabes en marzo de 2008.
En octubre de 2008, Machine Head estuvo de gira en Australia con Slipknot. Después, la banda recorrió Europa con Slipknot y Children of Bodom, en noviembre y diciembre del mismo año. La banda grabó una versión del clásico de Iron Maiden "Hallowed Be Thy Name" para un álbum recopilatorio de revista Kerrang!, titulado Maiden Heaven: A Tribute to Iron Maiden, esta canción fue tocada en vivo varias veces desde su lanzamiento, incluido en el Rock In Rio 2008. Otras bandas que aparecieron en el álbum fueron sus compañeros de discográfica, Dream Theater y Trivium.

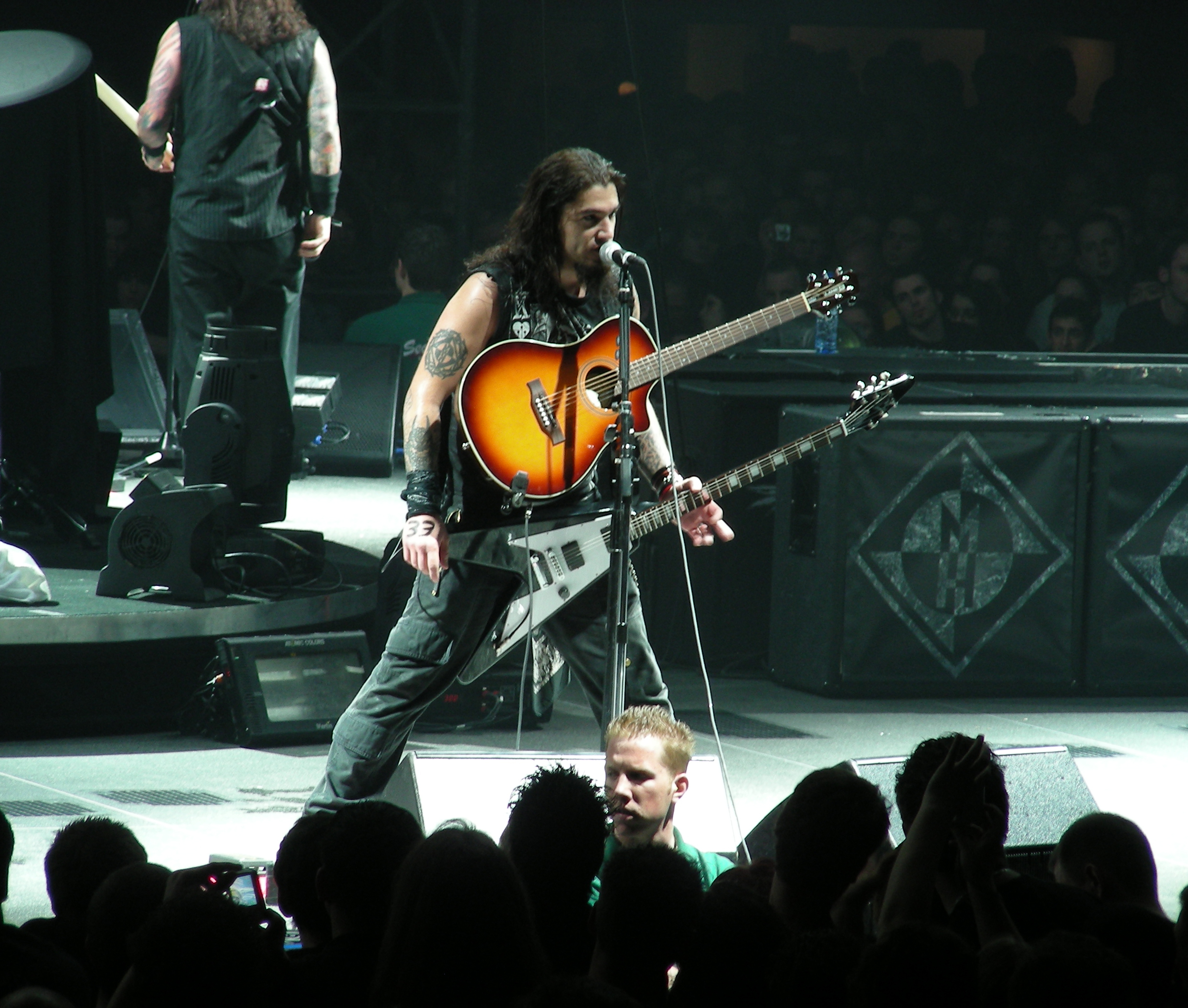
Robb Flynn de Machine Head teloneando a Metallica in Róterdam 2009

En 2009 Machine Head se incorporó a la gira canadiense Carnage Tour, junto con Megadeth, Slayer y Suicide Silence. Machine Head presuntamente canceló su aparición en el festival Sonisphere en el Reino Unido. Ellos pensaban que deberían tocar después de Limp Bizkit. Sin embargo, una semana antes del festival, el grupo llega a un acuerdo con los organizadores. Su aparición se mantuvo en secreto hasta el día en que tocaron. En agosto de 2009, que ganó el Inspiration Award en los premios Kerrang. El 31 de agosto fue anunciado que Machine Head se iría de gira por Europa en 2010 con Hatebreed, Bleeding Through, y All Shall Perish en lo que se conoce como "The Black Procession", así como algunas fechas en Australia y Nueva Zelanda. Y con esto terminaría la gira de The Blackening antes de comenzar a escribir material para el siguiente álbum, como Dave McClain cuenta en una entrevista.

### Unto the Locust y la salida de Adam Duce (2011-2013)
En noviembre de 2010, Machine Head comenzó a escribir nuevo material para su séptimo álbum de estudio, Unto the Locust que fue lanzado oficialmente el 16 de abril de 2011 en los estudios Jingletown Green Day Studios en Oakland, California. El comunicado de la primera canción del álbum fue Locust que fue lanzado 14 de junio de 2011. El disco vio la luz el 27 de septiembre y el plan de recorrer los EE. UU. este disco contó con un cover de The Sentiel de Judas Priest y Witch Hunt Rush este verano con el Rockstar Energy Mayhem Festival 2011, en el que se abrirá el escenario principal de Megadeth, Godsmack y Disturbed en las primeras nueve fechas y el titular del escenario extremo para los restantes 18. El 14 de noviembre se anunció que Machine Head encabezaba una gira por Estados Unidos con el apoyo de Suicide Silence, Darkest Hour y Rise to Remain. El 17 de enero fue confirmado que Machine Head tocaría en el Download Festival 2012 en Donington Park con grupos como Metallica, Black Sabbath y Megadeth, entre otros. El 13 de enero de 2013 Adam Duce abandona Machine Head por, lo que parecen ser, problemas con el resto del grupo. Robb Flynn aclaró su marcha en la web oficial del grupo con este comunicado: "13-2-13 Esa es la fecha en que echamos a Adam Duce. Ese fue el día en que tuve que contarle a Adam que, tras 21 años de estar juntos en un grupo, no podía más. Ese fue el día en que dije “Espero que esto pueda ser amistoso”. Mis palabras sonaron como si las dijera otro. Fue como haber abandonado mi cuerpo y ver cómo otra persona pronunciaba esas dolorosas palabras. Pero las decía yo. Y todos las dijimos en nuestro local de ensayo en Oakland, Dave, Joseph, Phil y yo. Todos dijimos que ya no podíamos aguantar estar en una banda junto a él. Que la banda se separaría si esto no ocurría. Quizás hayamos echado a Adam el 13-2-13 pero Adam dejó Machine Head hace como una década. No se molestó en contárselo a nadie… Pero todos nosotros lo sabíamos."

### Bloodstone & Diamonds y la Llegada de Jared MacEachern (2013-2018)
El grupo incorpora a Jared MacEachern en el bajo, como reemplazo de Adam Duce en 2013 y en 2014 sacan su octavo álbum de nombre Bloodstone & Diamonds y en 2016 sacan un sencillo de nombre Is There Anybody Out There?.

### Catharsis y la salida de Phil y Dave (2018)
En 2018 sacan su noveno álbum Catharsis, este fue criticado debido al cambio drástico de sonido en comparación a su antecesor. En ese mismo año, Phil Demmel y Dave McClain abandonan el grupo por diferencias creativas con Robb Flynn y en ese año se especulaba una separación del grupo, tiempo después Robb Flynn decide seguir con el grupo.

### Nueva formación, sencillos y EPs, gira 25 aniversario de Burn My Eyes, muerte de Tony Costanza y nuevo EP (2019-2021)
En 2019 Robb anuncia la incorporación del guitarrista Waclaw "Vogg" Kieltyka de la banda Decapitated y al baterista Matt Alston de la banda Devilment, con esta formación han sacado sencillos como Do Or Die, Circle The Drain , Un Mini EP de nombre Civil Unrest, y su canción más reciente fue My Hands Are Empty, todos lanzados por Nuclear Blast entre 2019 y 2020. En ese mismo año, el guitarrista Logan Mader y el baterista Chris Kontos se reúnen con la banda y en el período del 2019 y 2020 hicieron una gira por el aniversario número 25 de su álbum debut Burn My Eyes lanzado en 1994, los 6 miembros juntaron fuerzas e hicieron esta gira por Norteamérica y algunas partes de Europa, su gira estaba programada para pasar por Australia, pero por cuestiones de la Pandemia no se realizó, sin embargo, en parte del 2020 lograron realizar conciertos de su gira antes de la emergencia sanitaria del covid .
El 4 de agosto del 2020 el ex baterista de la banda Tony Costanza fallece a los 52 años de edad, las causas de su deceso hasta la fecha siguen siendo desconocidas, algunos miembros de la banda y algunas bandas expresaron su profunda tristeza tras la pérdida de Tony. 
En este 2021 Sacaron su más reciente EP Arrows in Words from the Sky, el cual consta de 3 canciones, lanzado el 11 de junio. Cabe destacar que la banda también tuvo músicos de sesión, algunos guitarristas como Logan Mader  y los bateristas Navene Koperweis y Carlos Cruz en sus lanzamientos desde 2019 hasta la fecha, después de la salida de Phil y Dave de la banda, sumado a la pandemia del Covid-19 y que los lugares de residencia de Vogg y Matt les complicaban la asistencia a las sesiones de ensayo, dado que Vogg vive en Polonia y Matt vive en Inglaterra, sumado a sus cuestiones personales que lo hicieron viajar hasta Alemania, por lo tanto la banda tuvo músicos de sesión, sin embargo Vogg escribió solos de guitarra para algunas canciones de la banda.

### Nuevo álbum Of Kingdom And Crown (2022-presente)
El 12 de abril de 2022, la banda lanzó un nuevo sencillo y video musical titulado "Choke on the Ashes of Your Hate" y anunció su décimo álbum de estudio Øf Kingdøm and Crøwn, que se lanzó este 26 de agosto de 2022 a través de Nuclear Blast,  en el cual se incluyen las 3 canciones de su EP Arrows in Words From the Sky y la canción My Hands Are Empty, además de una versión acústica de la canción Arrows In Words From the Sky, el álbum marca un retorno a su sonido agresivo de thrash metal y groove metal, además de elementos melódicos considerablemente marcados. En el álbum estuvo el baterista de sesión Navene Koperweis, apoyando al baterista Matt Alston en el estudio de grabación, y el guitarrista Logan Mader en la canción My Hands Are Empty, además su último sencillo con video musical fue No Gods No Masters, además Unhallowed contiene un video en vivo sacado de los fragmentos de los videos de Electric Happy Hour.

## Miembros actuales y anteriores
La formación original de Machine Head estaba compuesta por Robb Flynn y Logan Mader en las guitarras, Adam Duce en el bajo y Chris Kontos en la batería. Tras el lanzamiento del Burn My Eyes y una gira mundial, Kontos abandonó el grupo. Inmediatamente se contrató a Dave McClain y comenzó la grabación de "The More Things Change". Después del lanzamiento de este disco, en la primavera de 1998, el guitarrista Logan Mader dejó la banda sin dar explicaciones para irse al recién creado grupo de Max Cavalera, Soulfly. Machine Head reemplazó a Mader con Ahrue Luster, que contribuyó en la grabación del tercer disco, "The Burning Red". En 2002 Luster dejó Machine Head por diferencias musicales con el resto de miembros para irse a Ill Niño. Para suplir la vacante que dejó Luster, Flynn llamó a Phil Demmel, amigo suyo y excompañero en Vio-lence para unirse a Machine Head. Este aceptó el trabajo y quedó cerrada la formación de Machine Head. La llegada de Phil Demmel parecía haber dado al grupo una estabilidad de la que no gozaba anteriormente, pero en 2013 Adam Duce anuncia su salida de la banda, siendo reemplazado por Jared MacEachern . Phil Demmel y Dave McClain abandonan la banda en 2018 por diferencias creativas con Robb Flynn , en 2019 ingresan a la formación Waclaw "Vogg" Kieltyka en la guitarra y Matt Alston en la batería. El 4 de agosto del 2020, el ex baterista Tony Costanza fallece a los 52 años de edad, las causas de su deceso hasta la fecha siguen desconocidas, algunos miembros de la banda y las bandas en donde estuvo expresaron en sus redes sociales la profunda tristeza tras la pérdida de Tony. 

## Discografía

### Álbumes de estudio
- Burn My Eyes (1994)
- The More Things Change (1997)
- The Burning Red (1999)
- Supercharger (2001)
- Through the Ashes of Empires (2004)
- The Blackening (2007)
- Unto the Locust (2011)
- Bloodstone & Diamonds (2014)
- Catharsis (2018)
- Øf Kingdøm and Crøwn (2022)
- Unatøned (2025)
 EP
- Arrows In Words From the sky (2021)

### Álbum en directo
- Hellalive - Grabado en la Brixton Academy de Londres el 8 de diciembre de 2001 y lanzado en marzo de 2003

### DVD en directo
- Elegies - Grabado en la Brixton Academy de Londres el 5 de diciembre de 2004 y lanzado en octubre de 2005